# Babiški vestnik
Babiški vestnik : glasilo Slovenskega babiškega društva je izhajal med letoma 1929 in 1969. Sprva je izhajal kot mesečnik, nato kot dvomesečnik.
Opozarjal je na stiske babic, kot so bili pomanjkanje petroleja in slabo plačilo za delo v težkih razmerah (npr. oddaljene kmetije). Objavljal je tudi osmrtnice.

### O društvu
V Ljubljani je bilo 1920 leta ustanovljeno Društvo diplomiranih babic, ki je imelo pomembno vlogo pri krepitvi babiškega poklica in stanovskem povezovanju. Leta 1925 se je združenje preimenovalo v Slovensko babiško društvo. Ena izmed pomembnih nalog društva je bila skrb za strokovno izpopolnjevanje, proučevanje strokovnih problemov in dajanje rešitev.

## Vir
- https://www.zbornica-zveza.si/wp-content/uploads/2020/02/Babi%C5%A1ki-vestnik-Njenji%C4%87-Utrip-Avgust-September-2018.pdf Gordana Njenjić. Babiški vestnik. Utrip. avgust, september 2018.